# Phora scapularis
Phora scapularis är en tvåvingeart som beskrevs av Macquart 1835. Phora scapularis ingår i släktet Phora och familjen puckelflugor.
Artens utbredningsområde är Frankrike. Inga underarter finns listade i Catalogue of Life.